# Renate Da Rin
Renate Da Rin (* 5. Mai 1962) ist eine deutsche Journalistin, Autorin und Verlegerin aus Köln.

## Leben
Renate Da Rin studierte Germanistik, Ethnologie, Mittel- und Neugriechisch und Philosophie an der Universität zu Köln. Nach mehrjährigen Aufenthalten in Griechenland und Indien und Tätigkeit als Redakteurin im entwicklungspolitischen Bereich arbeitet sie seit 1990 als selbstständige Texterin und Lektorin.
Seit 1997 ist sie Inhaberin und Geschäftsführerin der Textagentur Da Rin. 2007 gründete Renate Da Rin den Buchverlag buddy’s knife jazzedition, der sich auf die Veröffentlichung von Werken improvisierender Jazz-Musiker konzentriert. 2015 veröffentlichte Renate Da Rin gemeinsam mit William Parker die Anthologie giving birth to sound – women in creative music, in der 48 bekannte Jazz-Musikerinnen aus ihrem Leben erzählen. Das Buch wurde im Rahmen des 20. Vision-Festivals präsentiert, das vom 7. bis 12. Juli 2015 in New York stattfand.

„Auch eine Geschlechterdifferenz meint Olschewski aus den Texten herauslesen zu können, die Musikerinnen scheinen ihm weniger radikal als männliche Kollegen. Gerade in diesem Punkt sieht der Rezensent Diskussionsstoff, "Giving birth to sound" sei ohnehin ein "mit weitläufigen Spannungen geladenes Buch".“

## Herausgaben
- Henry Grimes: signs along the road. buddy’s knife jazzedition, Köln 2007. ISBN 978-3-00-020142-4.
- William Parker: who owns music?. buddy’s knife jazzedition, Köln 2007. ISBN 978-3-00-020141-7.
- Renate Da Rin (Hrsg.): silent solos – improvisers speak. buddy’s knife jazzedition, Köln 2009. ISBN 978-3-00-030557-3.[3]
- Roy Nathanson: subway moon. buddy’s knife jazzedition, Köln 2009. ISBN 978-3-00-025376-8.
- Noah Howard: music in my soul. buddy’s knife jazzedition, Köln 2009. ISBN 978-3-00-034401-5.
- Renate Da Rin, William Parker (Hrsg.): giving birth to sound – women in creative music. buddy's knife jazzedition, Köln 2015. ISBN 978-3-00-049279-2[4]